# Police Squad!
Police Squad! er en amerikansk komedieserie i 6 afsnit, men kun de 4 blev vist. Resten måtte man opgive at vise i tv. Serien rullede over tv-skærmene i 1982 på ABC. Det var en parodi på mange film og serier, især på Lee Marvins M Squad.
Filmen er lavet af den kendte trio bestående af brødrene David Zucker og Jerry Zucker samt Jim Abrahams, ZAZ – også kendt for The Kentucky Fried Movie og Airplane!. Police Squad! blev senere lavet til tre film, kendt som Høj Pistolføring, efter de måtte opgive komedieserien.

## Handling
Police Spuad! handler om en betjent, Frank Drebin (Sergeant Frank Drebin, Detective Lieutenant Police Squad). Frank Drebin er en meget speciel betjent. Han er lidt af en klovn og gør ting i god tro, men det, han gør, forårsager altid smerte hos andre. Frank Drebins arbejde hos Police Squad er at opklare drab. Det kan lyde seriøst, men der bliver gjort grin med alt og alle. Folkene bag filmen kan specielt godt lide at tage ting bogstaveligt, f.eks. "cover the exits" – her dækker de udgangskiltene, hvor der står "exit", med et stykke stof. 

## Skuespillere
Tekst mangler, hjælp os med at skrive teksten

## Hovedroller
- Leslie Nielsen – Sergeant Frank Drebin, Detective Lieutenant Police Squad
- Alan North – Captain Ed Hocken
- Peter Lupus – Officer Norberg
- Ed Williams – Ted Olson, Scientist
- William Duell – Johnny the Snitch
- Ronald "Tiny Ron" Taylor – Al
- Rex Hamilton – Abraham Lincoln (ses kun under introductionen)

## Afsnit
Åbningssekvensen af hver episode slutter med en visning af episodetitlen akkompagneret af en voice-over, der giver en anden titel på episoden. Listen af episodetitler med den grafiske titel efterfulgt af voice-over-titlen i parentes:
1. A Substantial Gift (The Broken Promise)
2. Ring of Fear (A Dangerous Assignment)
3. The Butler Did it (A Bird in the Hand)
4. Revenge and Remorse (The Guilty Alibi)
5. Rendezvous at Big Gulch (Terror in the Neighborhood)
6. Testimony of Evil (Dead Men Don't Laugh)"

## Gæstestjerner
Under præsentationen af stjernerne i starten af filmen bliver en kendt skuespiller også præsenteret som "aftenens gæstestjerne". Denne dør dog under præsentationen – og vi ser ikke mere til dem. "Gæstestjerner":
1. Lorne Greene (kastes ud af en bil med en kniv i brystet)
2. Georg Stanford Brown (får et pengeskab i hovedet)
3. Robert Goulet (er bundet og bliver så henrettet ved at blive skudt)
4. William Shatner (Undgår en skudsalve, men drikker så forgiftet vin)
5. Florence Henderson (skydes, mens hun synger i køkkenet)
6. William Conrad (kastes ud af en bil med en kniv i brystet)